# Engelomyia cuestae
Engelomyia cuestae là một loài ruồi trong họ Tachinidae.